# Blauwe plekken (Herman van Veen)
Blauwe plekken is een single van Herman van Veen. Het is afkomstig van zijn album Blauwe plekken.
Blauwe plekken is een cover van het Duitse Blaue Flecken van Heinz Rudolf Kunze. Het verscheen met de oorspronkelijke tekst op Van Veens Duitse studioalbum Blaue Flecken. Schrijfster Hanneke Holzhaus, die Van Veen ook ondersteunde met Alfred Jodokus Kwak, schreef er een Nederlandse tekst bij. Het lied gaat over beschadigingen die liefde met zich meebrengt.
De B-kant Des bleus partout is hetzelfde lied maar dan in een Franse vertaling door Jean-Claude Vannier. Het verscheen in Frankrijk op het album Des bleus partout, waarop ook een Franse versie van Anne te horen is in Vanniers vertaling.
Muziekproducent Heiner Lürig had destijds bemoeienissen met zowel de muziek van Heinz Rudolf Kunze als de Duitse carrière van Herman van Veen.
In 2005 verscheen een experimentele versie door de Utrechtse act Durk Attaturk op de cd 'We hebben maar een paar minuten tijd', een door 3VOOR12/Utrecht georganiseerd eerbetoon van zestien Utrechtse acts aan Herman van Veen.

## Hitnotering

### Nederlandse Top 40
| Positie: | 37 | 34 | 39 | uit |

### NederlandseNationale Hitparade Top 100
| Positie: | 77 | 64 | 54 | 46 | 41 | 35 | 55 | 85 | uit |

De Belgische BRT Top 30 en de Vlaamse Ultratop 30